# Villanova (Ostuni)
Villanova  è una località del comune di Ostuni (BR), situata sulla costa adriatica, a circa 7 km dal capoluogo del comune di appartenenza e a circa 35 km dal capoluogo di provincia.
È la frazione principale della cosiddetta "Marina di Ostuni" che si estende dal Parco naturale delle Dune costiere (nel quale vi sono il Lido Morelli e il Lido Bosco Verde) e l'adiacente frazione Pilone, fino alla frazione Santa Lucia - Torre Pozzella. In questo tratto di costa sono comprese le note località turistiche di Rosa Marina, Monticelli, Diana Marina, Gorgognolo, Costa Merlata e Cala dei Ginepri.
Villanova dispone di un porticciolo turistico ai piedi del basso castello fortilizio del XIV secolo, una chiesa ottocentesca e numerose spiagge.
La zona del porto è il nucleo centrale del paese che comprende anche le zone di Camerini e Fontanelle.

## Storia

Stemma imperiale di Federico II

Il piccolo centro sorge in prossimità dell'antica Via Traiana, infrastruttura romana di collegamento tra il Nord ed il Sud della Puglia rimasta in uso anche in età normanno sveva.
Nel XII secolo il sistema portuale dell'area adriatica sotto l'autorità di Ostuni è ampliato dallo sviluppo della piccola Petrolla, oggi Villanova. Indice dell'espansione sull'Adriatico di Ostuni. Nel 1182 Tancredi Conte di Lecce e signore di Ostuni, concede al vescovo ed ai cittadini ostunesi di fondare un centro presso San Nicola di Petrolla e di popolarlo. È inoltre concesso un mulino ed un forno, riservandosi il diritto di amministrarvi la giustizia.
Il centro viene rilevato nel percorso di ritorno dalla terza crociata di Filippo II Augusto re di Francia nel 1191 et recedens, inde transitum fecit.. per villam que dicitur la Petrolle.
È l'imperatore Federico II di Svevia a dare la maggiore spinta propulsiva per lo sviluppo del casale. Il 9 ottobre 1239 Federico II ordina ad Andrea di Acquaviva, giustiziere di Terra d'Otranto di verificare perché il suo predecessore Filippo di Maremonte non sia riuscito a far ripopolare Petrolla nonostante il suo ordine. Il 29 febbraio 1240 rinnova l'ordine allo stesso giustiziere e richiede di far pervenire ad cameram nostram una relazione completa. Pervenuta puntualmente il 6 aprile 1240.
Nel 1277 Carlo I d'Angiò fonda Villanova sulle ceneri della scomparsa Petrolla. Gli abitanti di Villanova erano tenuti, insieme agli abitanti di Carovigno, alla manutenzione dell'antico castello di Ostuni, uno dei Castra exempta del Regno di Sicilia.

## Monumenti e luoghi d'interesse

### Il castello
Nel 1278 vennero costruite le mura di cinta di Villanova, e circa 20 anni dopo venne edificato il castello ad opera degli angioini, che subentrarono nella dominazione di Ostuni agli svevi-normanni, ai quali si deve l'intensificazione della coltivazione dell'ulivo. Da documenti pervenuti, a dimostrazione della sua importanza strategica, risulta che il castello intorno al XV secolo era una struttura adibita a funzione difensiva in piena attività. Infatti la città di Ostuni sotto la dominazione aragonese, grazie anche al castello e al porticciolo di Villanova, è riuscita a conservare lo stato di città demaniale, quindi libera dalle gabelle feudali.
A causa delle varie distruzioni del tempo, rimane poco dell'originale costruzione trecentesca. Attualmente il castello è costituito da tre corpi che si atteggiano a torrioni quadri con base scarpata. Intorno all'edificio, all'altezza del primo piano, corre un toro tubolare e dal tetto dell'edificio si erge una torretta modellata sul prototipo di un faro.

### Porto romano
Scavi archeologici degli ultimi anni hanno attestato le rovine sottomarine del porto romano di Ostuni, costruito durante l'impero di Traiano, molto attivo per i traffici commerciali soprattutto d'olio e vino fino alla distruzione da parte delle scorrerie dei saraceni.